# Fast & Furious 6
Fast & Furious 6, conosciuto anche come Furious 6, è un film del 2013 diretto da Justin Lin.
È il sesto film della serie Fast & Furious e precede in ordine cronologico le vicende di The Fast and the Furious: Tokyo Drift.

## Trama
Da quando Dominic Toretto e la sua banda hanno effettuato la rapina a Rio e rovinato l'impero di Hernan Reyes, un potente signore del crimine ormai proprietario dell'intera città, i sette hanno ottenuto 100 milioni di dollari e hanno nascosto le loro tracce scappando in diversi angoli del mondo.
Le loro vite sono però incomplete, in quanto, essendo reduci da un colossale furto, non hanno la possibilità di tornare a casa propria e, costretti a vivere in paesi senza estradizione, accettano la proposta che presenta loro l'agente Luke Hobbs, da tempo a caccia di un'organizzazione terroristica di piloti mercenari, inseguendoli in una dozzina di paesi. Il capo dell'organizzazione, Owen Shaw, viene aiutato da uno spietato braccio destro, che si rivela l'amore perduto che Dom credeva morto in un incidente, Letty. L'unico modo per fermare il gruppo di criminali è affrontarlo sulla strada. Così Hobbs, recandosi da Dom, gli chiede di rimettere insieme la squadra organizzata a Rio e di recarsi a Londra, al fine di catturare i ricercati. Il compenso proposto sarà l'assoluzione da tutti i loro crimini, in modo che ciascuno di loro abbia la possibilità di ritornare a casa dai familiari. Al di là del compenso, Dom accetta il lavoro per svelare l'incognita che si celava fino a quel momento sulla morte di Letty, così riunisce la sua squadra, formata da Brian, Roman, Tej, Han e Gisele. Questi ultimi si sono messi insieme, e progettano di cominciare una nuova vita a Tokyo.
A seguito di inseguimenti in piena Londra, su di un'autostrada spagnola e infine in un aeroporto, tentando di impedire il decollo di un aereo con a bordo un chip in grado di accecare un'intera nazione, la missione si conclude con la sconfitta di Shaw, gettato da Dom dal gigantesco aereo, ormai ridotto in fiamme dalla squadra. Toretto riesce così a riottenere la libertà e l'amore della sua vita, tornando finalmente a casa, nella periferia di Los Angeles. Con lui, la sua famiglia e tutti i suoi compagni, ad esclusione di Gisele, morta dopo una caduta durante il sabotaggio dell'aereo, la quale, come ultimo gesto, salva la vita al compagno Han.
Quest'ultimo non si riprende dal colpo e decide comunque di recarsi a Tokyo, dato che desiderava farlo da tempo. 
Qui Han morirà durante una fuga dal nipote del boss della Yakuza locale, D.K. Dall'auto che lo investe ne esce Deckard Shaw, fratello di Owen, che la giura a Dom.

## Personaggi
- Vin Diesel interpreta Dominic Toretto, uno street racer professionista ormai fuggitivo e criminale, che aiuterà l'agente Hobbs in Europa.
- Paul Walker interpreta Brian O'Conner, un ex agente di polizia e dell'FBI, ormai legato alla vita criminale di Toretto.
- Dwayne Johnson interpreta Luke Hobbs, un agente del DSS (Diplomatic Security Service), che viene chiamato a fermare un'organizzazione criminale in Europa.
- Michelle Rodriguez interpreta Leticia "Letty" Ortiz, moglie di Dom, fuggita in Europa dopo la sua presunta morte, ed ora fa parte dell'organizzazione terrorista capitanata da Owen Shaw.
- Tyrese Gibson interpreta Roman Pearce, l'amico d'infanzia di Brian, chiacchierone e simpatico.
- Jordana Brewster interpreta Mia Toretto, la sorella di Dom e la fidanzata di Brian.
- Chris "Ludacris" Bridges interpreta Tej Parker, un amico di Brian e Roman proveniente da Miami.
- Luke Evans interpreta Owen Shaw, capo dell'organizzazione terrorista che l'agente Hobbs e la banda di Toretto dovranno fermare. Per il ruolo dell'antagonista fu preso in considerazione l'attore David Tennant, prima che venisse scelto definitivamente Luke Evans[1].
- Sung Kang interpreta Han Seoul-Oh, pseudonimo di Han Lue, amico ed ex socio d'affari di Dom nella Repubblica Dominicana. La presenza del personaggio di Han fa comprendere che (come Fast & Furious 5) anche Fast & Furious 6 si colloca temporalmente prima di The Fast and the Furious: Tokyo Drift .
- Gal Gadot interpreta Gisele Yashar, una ex agente del Mossad.
- Elsa Pataky interpreta Elena Neves, una agente di polizia di Rio la quale viene integrata come interprete del team di Hobbs nel film Fast & Furious 5, e da allora resta sempre nel team di Hobbs.
- Gina Carano interpreta Riley, un membro corrotto del team di Hobbs, e amante di Owen Shaw.
- Jason Statham interpreta Deckard Shaw, fratello maggiore di Owen Shaw. Appare in un breve cameo dopo i titoli di coda, quando, in cerca di vendetta per il ferimento di suo fratello, uccide Han e giura vendetta a Toretto.

## Produzione

### Riprese
Le riprese del film sono state effettuate tra la Gran Bretagna e la Spagna. Nello stato iberico le riprese vengono fatte nell'isola di Tenerife, mentre nel Regno Unito le città in cui si svolgono le riprese sono varie, tra cui le più importanti sono Londra, Liverpool e Glasgow. Le riprese, iniziate nel mese di luglio 2012, sono terminate nel dicembre dello stesso anno. Proprio negli ultimi giorni, la troupe si è spostata a Los Angeles, precisamente nella zona di Echo Park, nella quale si trova l'abitazione in cui viveva Dominic. Ricostruito il garage che appare nel primo film, sono state girate alcune scene, dove tutto è iniziato.
Il budget del film è stato di 160 milioni di dollari.

### Veicoli utilizzati
La seguente è una lista dei veicoli utilizzati dai personaggi e visibili nel film:
- Alfa Romeo Giulietta QV del 2012, guidata da Brian e Mia.
- Aston Martin DB9 del 2012, guidata da Owen Shaw.
- BMW M5 E60 del 2005, guidata da Brian, Dominic, Tej Parker, Han e Roman Pearce.
- Dodge Challenger del 2010 visibile all'inizio del film, guidata da Dominic.
- Dodge Charger Daytona del 1969, guidata da Dominic.
- Dodge Charger SRT/8 del 2011 guidata dal team di.
- Ferrari Enzo (replica imperfetta della FXX) guidata da Tej ad inizio film davanti al bancomat.
- Flip Car, ne sono presenti due, guidate una da un membro del gruppo di Owen Shaw, Vegh, e l'altra guidata dallo stesso Shaw.
- Ford Escort Mark I Mexico del 1970, guidata da Brian.
- Ford Mustang Boss 429 del 1969, guidata da Roman.
- Jensen Interceptor Mark 3 del 1973, guidata da Letty.
- Lucra LC470 del 2013, guidata da Tej.
- Nissan GT-R del 2011, visibile all'inizio del film, guidata da Brian.
- Range Rover del 2007, guidata dagli uomini di Owen Shaw.

## Colonna sonora
La seguente è una lista delle canzoni utilizzate nel film:
1. We Own It (Fast & Furious) (2 Chainz and Wiz Khalifa)
2. Fast Lane (Bad Meets Evil)
3. Ball (T.I. featuring Lil Wayne)
4. Con Locura (Sua featuring Jiggy Drama)
5. HK Superstar (MC Jin featuring Daniel Wu)
6. Failbait (deadmau5 featuring Cypress Hill)
7. Bada Bing (Benny Banks)
8. Burst! (Bart B More Remix)" (Peaches)
9. Mister Chicken (Deluxe)
10. Roll It Up (The Crystal Method)
11. Here We Go/Quasar (Hybrid Remix) (Hard Rock Sofa & Swanky Tunes)
12. Los Bandoleros (Don Omar featuring Tego Calderón)
13. Rest of My Life (Ludacris featuring Usher and David Guetta)

La colonna sonora è stata pubblicata il 21 maggio 2013 dall'etichetta discografica Def Jam Recordings.

## Promozione

### Trailer
Il primo trailer, della durata di un minuto, viene diffuso durante la 47ª edizione del Super Bowl il 3 febbraio 2013. Il 5 febbraio 2013, in concomitanza con quello americano, viene diffuso il full trailer italiano del film.
Il 20 e il 21 marzo i primi due spot televisivi in lingua originale appaiono in rete, tramite il canale YouTube dedicato al franchise. Il 5 aprile la casa automobilistica italiana Alfa Romeo, data la presenza della nuova Giulietta nella pellicola, pubblica uno spot televisivo esclusivamente per il mercato italiano.
Il 22 aprile su iTunes viene pubblicata la prima featurette della durata di 3 minuti. In tale clip è possibile vedere due personaggi presenti nel quarto capitolo: Laz Alonso e John Ortiz nei panni rispettivamente di Fenix e di Braga. Esattamente una settimana dopo viene pubblicato il trailer finale in lingua originale, seguito da quello italiano, pubblicato 24 ore dopo.

### Locandine
Il 12 febbraio 2013 la Universal Pictures International Italy pubblica il primo poster italiano, seguiti dai character poster, dedicati a Brian e Dominic. Successivamente, il 5 aprile seguente, un ulteriore poster ritraente tutti i personaggi principali viene pubblicato in rete, anche in italiano. L'11 aprile altri due character poster, uno dedicato a Roman e Tej, l'altro ad Han e Gisele, vengono pubblicati dalla Universal. In quest'ultimo l'auto protagonista è la Mazda RX-7 (di Terza serie) che Han guidava in Tokyo Drift. Quattro giorni più tardi anche l'ultimo character poster, dedicato ad Hobbs, viene pubblicato.

## Distribuzione
Il film è uscito nelle sale cinematografiche statunitensi a partire dal 24 maggio 2013, mentre in Italia è arrivato con due giorni di anticipo, ovvero il 22 maggio 2013.

## Accoglienza

### Incassi
Il film ha incassato 238,6 milioni di dollari nel Nord America e 550 nel resto del mondo, per un totale di 788,6 milioni.

### Critica
Sull'aggregatore Rotten Tomatoes il film riceve il 71% delle recensioni professionali positive con un voto medio di 6,2 su 10 basato su 213 critiche, mentre su Metacritic ottiene un punteggio di 61 su 100 basato su 39 critiche.

## Riconoscimenti
- 2014 - Saturn Award
  - Miglior film d'azione/di avventura
  - Candidatura per il miglior montaggio
- 2014 - People's Choice Awards
  - Candidatura per il miglior film
  - Candidatura per il miglior film d'azione
- 2014 - MTV Movie Awards
  - Miglior coppia a Vin Diesel e Paul Walker

## Sequel
Il 16 aprile 2013 l'attore e produttore della saga, Vin Diesel, ha annunciato al pubblico la data di uscita di Fast & Furious 7, che era prevista per il 10 luglio 2014 negli Stati Uniti, in contemporanea con l'Italia, poi rimandata all'aprile dell'anno successivo in seguito alla prematura scomparsa di Paul Walker. Il regista non sarà più Justin Lin, ma James Wan.